# Het uitschot en de geest
Het uitschot en de geest is een boek van hoogleraar Gert-Jan van der Heiden, metafysicus aan de Radboud Universiteit Nijmegen, en gaat over de wijsgerige receptie van de apostel Paulus en bespreekt de filosofisch discussie die gaande is over Paulus.
Het boek spitst zich in het bijzonder toe op vier denkers, namelijk Heidegger, Jacob Taubes, Alain Badiou en Giorgio Agamben. Aan de hand van deze denkers poogt Van der Heiden te laten zien hoe de brieven van Paulus aan de basis staan van ervaringen zoals het nihilisme, de dood van God en de sociale agenda van emancipatie en gelijkheid.